# M2 (duet fortepianowy)
M2 "W bieli i w czerni" - nazwa duetu fortepianowego założonego w 1983 roku przez dwóch poznańskich pianistów - Marka Gidaszewskiego i Macieja Markiewicza. Są oni laureatami wielu prestiżowych nagród, wyróżnień zarówno na polskich, jak i międzynarodowych festiwalach. Pianiści na wiosnę 1999 roku wydali przez koncern fonograficzny - Sony Music - swoją pierwszą płytę.

## Lista utworów z płyty "M2 W bieli i w czerni"
1. Tajemnica Asturias 

2. Carmen & Friends 

3. Preludium przed deszczem 

4. Brasiliera 

5. Operacja trzmiel 

6. Marsz żołnierzyków 

7. Amadeusz 2000 

8. Zimowe marzenie 

9. Brahms po węgiersku 

10. Bach na dwóch 

11. Taniec Elizy 

12. Trzecia część koncertu